# Prix des Vallons de Schweighouse
Le Prix des vallons de Schweighouse est une course cycliste d'un jour disputée tous les ans au mois de septembre à Schweighouse-sur-Moder, dans le département du Bas-Rhin. À sa création en 2012, elle fait partie du calendrier élite nationale de la Fédération française de cyclisme. Support du championnat d'Alsace en 2014, l'épreuve retrouve sa place dans le calendrier pour la saison suivante. En 2016, elle est rétrogradée en catégorie régionale.

## Palmarès
| Année | Vainqueur          | Deuxième       | Troisième                  |
| ----- | ------------------ | -------------- | -------------------------- |
| 2012  | Édouard Lauber     | Renaud Vincent | Olivier Le Court de Billot |
| 2013, | Philip Lavery      | Tomasz Olejnik | Fabien Fraissignes         |
| 2014  | Ludovic Viennet    | Damien Mougel  | Gaëtan Huck                |
| 2015, | Marc Fournier      | Romain Cardis  | Anthony Perez              |
| 2016  | Pierre Idjouadiene | Pierre Schuler | Erik Gellein Halvorsen     |
| 2017  | Pierre-Henri Jung  | Gaëtan Huck    | Dominic von Burg           |
| 2018  | Charlie Meredith   | William Lewis  | Antoine Geyer              |